# Kutless
Kutless je americká křesťanská rocková skupina z Portlandu v Oregonu.

## Biografie
Skupina vznikla v Portlandu ve státě Oregon jako chválící skupina s názvem Call Box v roce 2000. Jméno si změnili na Kutless před vydáním jejich prvního EP se třemi skladbami, po kterém následovala jejich eponymní debutová dlouhohrající deska, vydaná roku 2002 ve spolupráci se společností BEC Recordings. Jméno skupiny vzniklo podle biblického verše Římanům 6,23, který říká: "Mzdou hříchu je smrt, ale darem Boží milosti je věčný život v Kristu Ježíši" Protože, jak skupina říká, "Vzal na sebe naše rány…,
zanechal nás bez ran (anglicky ´Kutless´, skupina si počáteční písmeno změnila z ´c´ na ´k´). Jejich první singl měl název "Your Touch". Druhý singl z jejich debutového alba, "Run"
drží rekord za to, že se dokázal nejdéle udržet v hitparádě Top 40 hudebního časopisu R&R.
V roce 2004, po vydání druhého řadového alba Sea of Faces , bylo skupině navrženo vystoupení na Olympijských hrách v Athénách. Nemohli se ale zúčastnit, protože byl zrušen let, kterým se tam měli dostat. V roce 2005 Kutless vydali své první chválící album s názvem Strong Tower. Po nahrání alba Strong Tower, ale před tím než bylo vydáno, opustili skupinu baskytarista Kyle Zeigler a bubeník Kyle Mitchell. Kyle Zeiglera vystřídal na místě baskytaristy Dave Luetkenhoelter a novým bubeníkem se stal Jeffrey Gilbert. Oba přišli z právě rozpadlé křesťanské skupiny Seven Places. Téhož roku Kutless také vyrazili Strong Tower tour. Ve stejném roce postihl jih Spojených států hurikán Katrina. Při této příležitosti Kutless uspořádali koncert na podporu jeho obětí v Rolling Hills Community Church v Tualatinu, ve státě Oregon na němž se vybralo více než 50 000 dolarů. .
Ke konci roku 2005 začala skupina nahrávat své čtvrté řadové album Hearts of the Innocent, které bylo vydáno 21. března 2006. Po vydání alba následovalo turné, na kterém s nimi vystupovaly i skupiny Stellar Kart, Disciple a Falling Up.
V květnu 2007 se z důvodu vzácného očního onemocnění své dcery rozhodl skupinu opustit kytarista Ryan Shrout, místo kytaristy po něm převzal Nick De Partee. Tyto události potkaly skupinu v době plánování jejich pátého alba, vyšlo v roce 2008.
V roce 2009 bylo vydané v pořadí šesté album s názvem It Is Well. Je to druhé chválicí album po albu Strong Tower

## Členové

### Aktuální členové
- Jon Micah Sumrall - zpěv, kytara, piano (2000-dnes)
- James Mead - kytara, podpůrné vokály (2000-dnes)
- Dave Luetkenhoelter - baskytara (2005-dnes)
- Jeffrey Gilbert - bicí (2005-dnes)
- Nick DePartee - kytara, pomocný zpěv (2007-dnes)

### Bývalí členové
- Nathan Stuart, A.K.A. „Stu“ - basa (2000-2002)
- Kyle Zeigler - basa (2002-2005)
- Kyle Mitchell - bubny (2000-2005)
- Ryan Shrout - kytara, podpůrné vokály (2000-2007)

## Diskografie

### Alba
- Alpha/Omega (2017)
- Surrender (2015)
- Glory (2014)
- Believer (2012)
- It Is Well (2009)
- To Know That You're Alive (2008)
- Strong Tower: Deluxe Edition (2007)
- Hearts Of The Innocent: Special Edition (2006)
- Live From Portland (2006)
- Hearts of the Innocent (2006)
- Strong Tower (2005)
- Sea Of Faces (2004)
- Kutless (2002)